# Gonomyia (Paralipophleps) diplacantha
Gonomyia (Paralipophleps) diplacantha is een tweevleugelige uit de familie steltmuggen (Limoniidae). De soort komt voor in het Neotropisch gebied.